# Вефенслебен
Вефенслебен (нем. Wefensleben) — община в Германии, в земле Саксония-Анхальт. 
Входит в состав района Бёрде. Подчиняется управлению Обере Аллер.  Население составляет 1905 человек (на 31 декабря 2010 года). Занимает площадь 12,63 км².